# Drobnołuszczak czarnoostrzowy

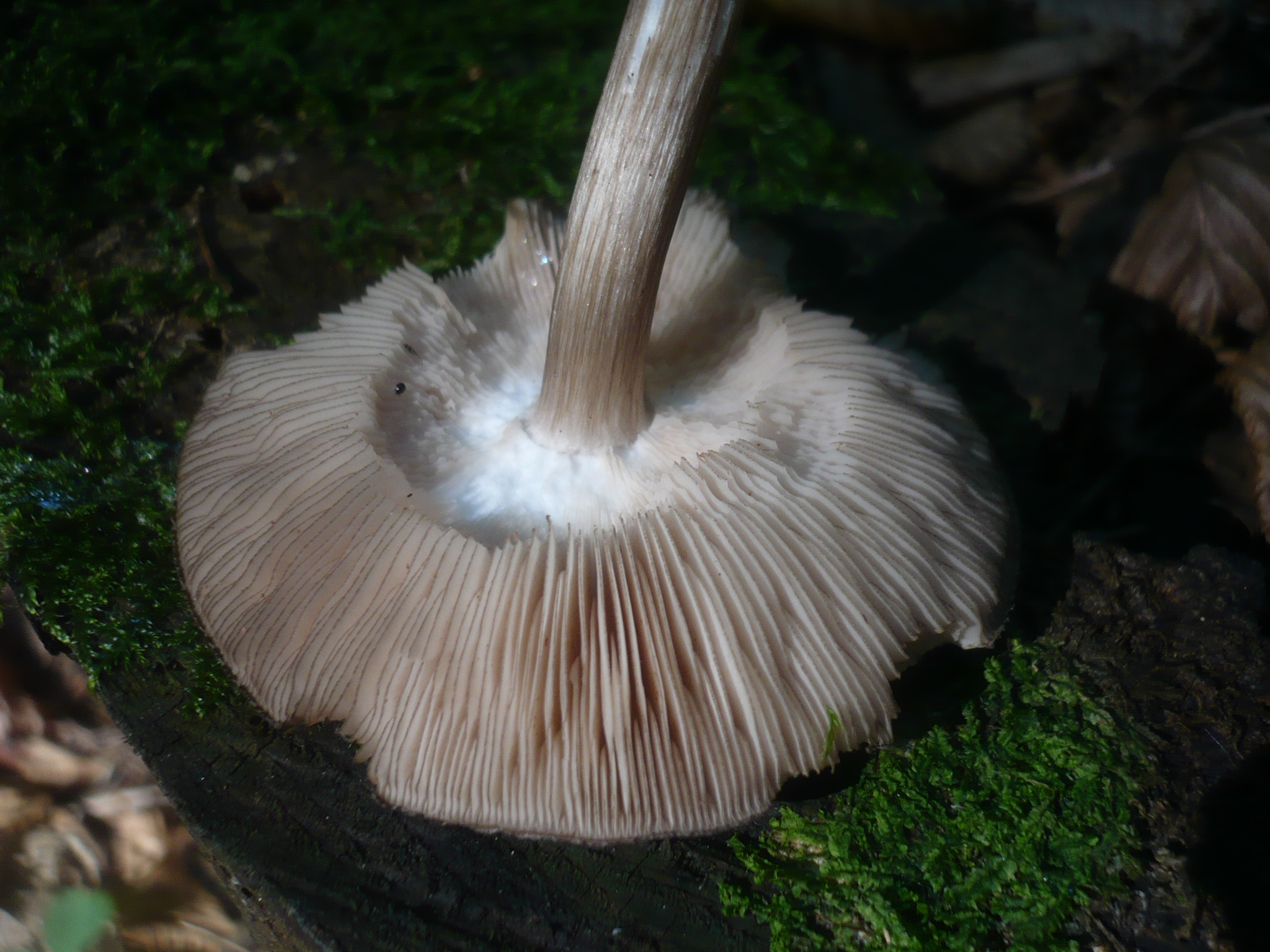
Ostrza blaszek są czarniawe

Drobnołuszczak czarnoostrzowy (Pluteus atromarginatus (Konrad) Kühner) – gatunek grzybów należący do rodziny łuskowcowatych (Pluteaceae).

## Systematyka i nazewnictwo
Pozycja w klasyfikacji według Index Fungorum: Pluteus, Pluteaceae, Agaricales, Agaricomycetidae, Agaricomycetes, Agaricomycotina, Basidiomycota, Fungi.
Po raz pierwszy takson ten zdiagnozował w 1927 r. Paul Konrad nadając mu nazwę Pluteus cervinus subsp. atromarginatus. Obecną, uznaną przez Index Fungorum nazwę nadał mu w 1935 r. Robert Kühner, przenosząc go do rodzaju Pluteus.
Synonimy naukowe::

- Pluteus cervinus subsp. atromarginatus Konrad 1927
- Pluteus cervinus var. atromarginatus Singer 1925
- Pluteus cervinus var. nigrofloccosus R. Schulz 1913
- Pluteus nigrofloccosus (R. Schulz) J. Favre 1948
- Pluteus tricuspidatus Velen. 1939

Nazwę polską podał Władysław Wojewoda w 2003 r. W polskim piśmiennictwie mykologicznym gatunek ten opisywany był też jako łuskowiec czarnoostrzowy. 

## Morfologia
Kapelusz
Czarniawy z łuskami.
Blaszki
Czarne, gęste, wybrzuszone, wolne, zaokrąglone przy brzegach kapelusza.
Trzon
Walcowaty, pełny.
Miąższ
Białawy, miękki, nie zmieniający zabarwienia po przekrojeniu. Smak i zapach niewyraźny.

## Występowanie
Rośnie na obumarłych pniach drzew iglastych.

## Znaczenie
Grzyb jadalny.

## Gatunki podobne
Ubarwieniem bardzo podobny jest drobnołuszczak czarnołuskowy (Pluteus pseudorobertianii), jednak ostrza jego blaszek nie są czarniawe.